# Sideshow Symphonies
Albums de Arcturus
The Sham Mirrors
(2002) Arcturian
(2015)
Sideshow Symphonies est le quatrième album studio du groupe de black metal symphonique norvégien Arcturus. L'album est sorti le 19 septembre 2005 sous le label Season of Mist.
C'est le premier album du groupe enregistré avec le vocaliste ICS Vortex, qui avait déjà joué pour Arcturus en tant que musicien de session dans leur album La Masquerade Infernale.
C'est également le premier album du groupe enregistré avec le musicien Tore Moren en tant que second guitariste. C'est donc aussi le premier album d'Arcturus enregistré avec une formation à six membres.

## Musiciens
- ICS Vortex - chant
- Steinar Sverd Johnsen - claviers
- Knut M. Valle - guitare
- Tore Moren - guitare
- Hugh Steven James Mingay aka "Skoll" - basse
- Hellhammer - batterie

### Musiciens de session
- Silje Wergeland - chant sur les titres Shipwrecked Frontier Pioneers and Evacuation Code Deciphered

## Liste des morceaux
| No | Titre                         | Durée |
| -- | ----------------------------- | ----- |
| 1. | Hibernation Sickness Complete | 5:02  |
| 2. | Shipwrecked Frontier Pioneer  | 8:32  |
| 3. | Deamon Painter                | 5:33  |
| 4. | Nocturnal Vision Revisited    | 5:16  |
| 5. | Evacuation Code Deciphered    | 6:16  |
| 6. | Moonshine Delirium            | 7:10  |
| 7. | White Noise Monster           | 3:55  |
| 8. | Reflections                   | 3:40  |
| 9. | Hufsa                         | 5:07  |